# Leptolejeunea emarginata
Leptolejeunea emarginata là một loài Rêu trong họ Lejeuneaceae. Loài này được (Horik.) S. Hatt. mô tả khoa học đầu tiên.